# Coscinasterias muricata
Coscinasterias muricata là tên của một loài sao biển thuộc họ Asteriidae. Nó thường có 11 cánh lớn, khu vực sống của nó là ở những vùng nước nông của khu vực phía tây Ấn Độ Dương-Thái Bình Dương.

## Mô tả
C. muricata là loài sao biển lớn nhất ở phía nam nước Úc. và có thể có đường kính là 50 cm. Số cánh mà nó có là từ 7 đến 14, nhưng đa phần là 11 cánh. Bề mặt bên trên có nhiều hàng gai nhỏ dọc theo bề mặt và vùng rìa của cánh, bề mặt bên dưới của mỗi cánh thì có hai hàng chân ống. Màu sắc của nó thì có màu cam, nhiều đốm màu xanh dương, xanh lá, xám và nâu đỏ. Và để trốn thoát khỏi kẻ thù, nó thường tự vứt bỏ cánh của nó. Khi ấy, nó không còn đối xứng nữa.

## Phân bố và môi trường sống
Chúng là loài bản địa của những vùng nước ôn hòa của phía tây Ấn Độ Dương-Thái Bình Dương. Chúng phân bố ở Úc, từ Houtman Abrolhos ở tây Úc đến nam Úc, Tasmania và đông Úc. Cũng như là về phía bắt tại Port Denison ở Queenland. Ngoài ra, người ta còn phát hiện chúng cũng sống tại New Zealand, đảo Lord Howe và đảo Norfolk. Môi trường sống của nó là trên đá, trên cát và dưới những viên đá cuội ở độ sâu khoảng 150 mét.

## Sinh thái học
Thức ăn của chúng chủ yếu là các loài động vật thân mềm hai mảnh vỏ. Đôi khi nó cũng ăn cua và ăn xác chết. Chúng sinh sản bằng cách trực phân; một cái rãnh xuất hiện trên bề mặt trên của loài sao biển này rồi tách ra làm đôi, sau đó nó sẽ tái tạo lại những phần bị thiếu. Đây là hình thức sinh sản vô tính. Những cá thể nhỏ thì sinh sản theo cách này, còn với những cá thể lớn hơn thì có mùa sinh sản vào mùa xuân và hè. Chúng sẽ phóng tinh trùng và trứng vào trong nước. Ấu trùng khi ấy là sinh vật phù du, sau khi phát triển đầy đủ sẽ di chuyển xuống đáy biển và trở thành sao biển con.